# Västafrikansk gundi
Västafrikansk gundi (Felovia vae) är en däggdjursart som beskrevs av Fernand Lataste 1886. Felovia vae är ensam art i släktet Felovia som ingår i  familjen kamfingerråttor. Inga underarter finns listade.
Djurets utbredningsområde sträcker sig från centrala Mauretanien till östra Senegal och västra Mali. Arten vistas där i klippiga regioner, ofta nära torra trädansamlingar.
Arten når en kroppslängd (huvud och bål) av 17 till 23 cm och en svanslängd av 2 till 3 cm. Några individer som hölls i fångenskap vägde cirka 185 g. Pälsen har på ovansidan en mörk gulaktig färg, undersidan är ljusare. Västafrikansk gundi skiljer sig från Latastes gundi (Massoutiera mzabi) genom rännor i de övre framtänderna och dessutom är hårtofsen i örat inte lika bra utvecklad. Alla fötter har fyra tår som är utrustade med klor. Liksom andra familjemedlemmar har arten styva hår vid bakfötterna som bildar en kam. Kring ögonen finns en smal blek ring.
Västafrikansk gundi har ungefär samma levnadssätt som andra gundier. Individerna bildar kolonier och går bara på marken. För kommunikationen har de läten som påminner om fåglarnas kvitter. De flesta ungar föds två eller tre månader efter regntidens början. Honor kan para sig flera gånger per år och har oftast en unge per kull. Födan utgörs bara av växtdelar som gräs, frön och blad.
Landskapsförändringar kan påverka beståndet. Hela populationen antas vara stor.  IUCN kategoriserar arten globalt som livskraftig (LC).